# Horace Silver
Horace Ward Martin Tavares Silva, beter bekend als Horace Silver (Norwalk, Connecticut, 2 september 1928 – New Rochelle, 18 juni 2014), was een Amerikaans jazzpianist en -componist. Hij stond bekend om zijn humoristische en funky stijl, en zijn baanbrekende bijdragen aan de hardbop.

## Biografie
Silver was de zoon van een Kaapverdische vader (zelf van Portugees-Afrikaanse afkomst) en een moeder van Iers-Afrikaanse afkomst, en werd beïnvloed door een brede waaier aan muziekstijlen zoals gospelmuziek, Afrikaanse muziek en Latijns-Amerikaanse muziek.
Hij begon zijn carrière als saxofonist, maar schakelde later over op de piano. Zijn manier van spelen was sterk beïnvloed door de stijl van Bud Powell. Hij werd in een club in Hartford, Connecticut, door de saxofonist Stan Getz ontdekt en met Getz nam hij ook zijn debuutalbum op. Hij verhuisde naar New York, waar hij samen met Art Blakey een band begon.
In 1952 en 1953 nam hij drie sessies op met zijn eigen trio, dat naast hemzelf bestond uit Art Blakey op drums en achtereenvolgens Gene Ramey, Curly Russell en Percy Heath op contrabas. De alliantie Silver-Blakey hield vier jaar stand. Gedurende deze periode werden opnamen gemaakt in onder andere Birdland (A Night at Birdland, met Clifford Brown en Lou Donaldson), het Bohemia (met Kenny Dorham en Hank Mobley), en in verschillende studio's. Vanaf dit moment maakte Silver opnames voor het label Blue Note. Hij raakte bevriend met labelbaas Alfred Lion, die hem voor die tijd bijzonder veel inspraak gaf in de productie van zijn albums.
Gedurende de samenwerking met Blakey nam Silver zelden op als bandleider, maar na de split in 1956 vormde hij zijn eigen hardbop-quintet. Deze band had in het begin dezelfde line-up als Blakey's Jazz Messengers, zij het dan met de 18-jarige Louis Hayes als vervanging voor Blakey. In de tweede line-up maakten ook Blue Mitchell en Junior Cook deel uit van de band.
In 1963 vormde Silver een nieuwe band met Joe Henderson op tenorsaxofoon en Carmell Jones op trompet. Met deze band nam Silver het grootste deel van zijn bekendste album Song for My Father op. Toen Jones de groep verliet om zich in Europa te vestigen, werd hij vervangen door Woody Shaw. Tyrone Washington kwam in de plaats van Henderson.
De composities van Silver, catchy en zeer harmonieus, werden populairder, terwijl zijn band geleidelijk aan meer overschakelde naar funk en soul. Deze koerswijziging werd de band niet in dank afgenomen door vele fans van het eerste uur. Ook over de kwaliteit van de albums uit deze periode zijn de meningen onder de fans verdeeld.
Op veel van deze latere albums speelden interessante muzikanten mee. Silver was de laatste muzikant die in de jaren 70 bij Blue Note tekende, voor het label zijn activiteiten opschortte. In 1981 richtte hij zijn eigen label Silveto op, dat echter maar een kort leven was beschoren.

## Discografie

### Als leider
- Horace Silver Trio (Blue Note, 1952/1953)
- Horace Silver and the Jazz Messengers (Blue Note, 1955)
- Silver's Blue (Columbia, 1956)
- Six Pieces of Silver (Blue Note, 1956)
- The Stylings of Silver (Blue Note, 1957)
- Further Explorations by The Horace Silver Quintet (Blue Note, 1958)
- Finger Poppin' with The Horace Silver Quintet (Blue Note, 1959)
- Blowin' the Blues Away (Blue Note, 1959)
- Horace-Scope (Blue Note, 1960)
- Doin' the Thing, The Horace Silver Quintet at The Village Gate (Blue Note, 1961)
- The Tokyo Blues (Blue Note, 1962)
- Silver's Serenade (Blue Note, 1963)
- Song for My Father (Blue Note, 1964)
- The Cape Verdean Blues (Blue Note, 1965)
- The Jody Grind (Blue Note, 1966)
- Serenade to a Soul Sister (Blue Note, 1968)
- You Gotta Take A Little Love (Blue Note, 1969)
- The United States of Mind Phase I : That Healin' Feelin' (Blue Note, 1970)
- The United States of Mind Phase II : Total Response (Blue Note, 1971)
- The United States of Mind Phase III : All (Blue Note, 1972)
- In Pursuit of the 27th Man (Blue Note, 1972)
- Silver 'N Brass (Blue Note, 1975)
- Silver 'N Wood (Blue Note, 1976)
- Silver 'N Voices (Blue Note, 1977)
- Silver 'N Percussion (Blue Note, 1978)
- Silver 'N Strings Play The Music Of The Spheres (Blue Note, 1979)
- Guides To Growing Up (Silveto, 1981)
- Spiritualizing The Senses (Silveto, 1983)
- There's No Need To Struggle (Silveto, 1984)
- Continuity Of Spirit (Silveto, 1985)
- Music To Ease Your Disease (Silveto, 1988)
- Rockin' With Rachmaninoff (Bop City, 1991)
- It's Gotta Be Funky (Columbia, 1993)
- Pencil Packin' Papa (Columbia, 1994)
- The Hardbop Grandpop (Impulse!, 1996)
- A Prescription for the Blues (Impulse!, 1997)
- Jazz Has a Sense of Humor (Verve, 1999)

### Als bandlid
met Nat Adderley :
- Introducing Nat Adderley (1955, EmArcy)

met Art Blakey :
- Radio broadcast from Birdland, New York City (October 31, 1953, Sessions/Landscape) - met Kenny Dorham, Lou Donaldson, Gene Ramey
- A Night at Birdland Vol. 1 (1954, Blue Note)
- A Night at Birdland Vol. 2 (1954, Blue Note)
- A Night at Birdland Vol. 3 (1954, Blue Note)
- At the Cafe Bohemia, Vol. 1 (1955, Blue Note)
- At the Cafe Bohemia, Vol. 2 (1955, Blue Note)
- Art Blakey with the Original Jazz Messengers (1956, Columbia)
- Originally (1956, Columbia)

met Dee Dee Bridgewater :
- Love & Peace: A Tribute To Horace Silver (1994, Verve)

met Kenny Burrell :
- K.B. Blues (1957, Blue Note)

met Donald Byrd :
- Byrd's Eye View (1955, Transition)

met Paul Chambers :
- Whims of Chambers (1956, Blue Note)

met Kenny Clarke :
- Bohemia after Dark (1955, Savoy)

met Al Cohn :
- Al Cohn's Tones (1953, Savoy)

met Miles Davis :
- Volume 1 (1954, Blue Note Records)
- Blue Haze (1954, Prestige Records)
- Walkin' (1954, Prestige Records)
- Bags' Groove (1954, Prestige Records)

met Kenny Dorham :
- Afro-Cuban (1955, Blue Note Records)

met Lou Donaldson :
- Quartet/Quintet/Sextet (1952, Blue Note Records)

met Art Farmer :
- Early Art (1954, Prestige Records)
- Art Farmer Septet (1954, Prestige Records)

met Leonard Feather :
- Cats vs. Chicks (1954, MGM)

met Stan Getz :
- The Complete Roost Recordings (1951, Blue Note Records)
- Birdland Sessions (1952, Fresh Sound)

met Giants of Jazz
- Giants of Jazz (1955, Mercury Records)

met Terry Gibbs :
- Jazz USA (1951, Brunswick)

met Gigi Gryce :
- When Farmer Met Gryce (1954, Prestige Records)
- Nica's Tempo (1955, Savoy)

met Coleman Hawkins :
- Disorder at the Border (1952, Spotlite)

met J. J. Johnson :
- The Eminent J. J. Johnson, Volume 2 (1955, Blue Note)

met Milt Jackson :
- Milt Jackson Quartet/Quintet (1954, Prestige Records)
- Milt Jackson Quartet (1955, Prestige Records)
- Plenty, Plenty Soul (1957, Atlantic)

met Howard McGhee :
- Howard McGhee, Volume 2 (1953, Blue Note)

met Hank Mobley :
- Hank Mobley Quartet (1955, Blue Note)
- The Jazz Message of Hank Mobley (1956, Savoy)
- Hank Mobley Sextet (1956, Blue Note)
- Hank Mobley and his All Stars (1957, Blue Note)
- Hank Mobley Quintet (1957, Blue Note)

met J. R. Monterose :
- J. R. Monterose (1956, Blue Note)

met Lee Morgan :
- Lee Morgan Indeed! (1956, Blue Note)
- Lee Morgan Sextet (1956, Blue Note)

met Clifford Jordan and John Gilmore :
- Blowing In from Chicago (1957, Blue Note)

met Rita Reys :
- The Cool Voice of Rita Reys (1956, Columbia)

met Sonny Rollins :
- Volume 2 (1957, Blue Note)

met Sonny Stitt :
- Arrangements by Richards (1953, Roost/Mosaic)

met Clark Terry :
- Clark Terry (1955, EmArcy)

met Phil Urso :
- The Philosophy of Urso (1954, Savoy)

met Lester Young :
- The Pres Box, Vol. 10-12 (1953, Jazz Up)

- Bibsys: 1012098
- Biblioteca Nacional de España: XX1122342
- Bibliothèque nationale de France: cb13899777h (data)
- CiNii: DA06987341
- Gemeinsame Normdatei: 132099594
- International Standard Name Identifier: 0000 0001 0868 1996
- Library of Congress Control Number: n82003124
- Nationale Bibliotheek van Letland: 000080301
- MusicBrainz: d185d986-ee96-4fd3-bd61-8c848a4765b6
- Nationale Bibliotheek van Tsjechië: ola2002153745
- Nationale bibliotheek van Australië: 35680062
- Nationale Bibliotheek van Israël: 987007318150205171
- Nederlandse Thesaurus van Auteursnamen: 072049537
- Réseau des bibliothèques de Suisse occidentale: 02-A003832096
- Istituto Centrale per il Catalogo Unico: LO1V173327
- SNAC: w6p015gr
- Système universitaire de documentation: 086950452
- Virtual International Authority File: 8537804